# 칵테일 파티 효과
칵테일 파티 효과(cocktail party effect)는 파티의 참석자들이 시끄러운 주변 소음이 있는 방에 있음에도 불구하고 대화자와의 이야기를 선택적으로 집중하여 잘 받아들이는 현상에서 유래한 말이다. 이와 같이 주변 환경에 개의치 않고 자신에게 의미 있는 정보만을 선택적으로 받아들이는 것을 ‘선택적 지각(selective perception)’ 또는 ‘선택적 주의’라고 하는데, 이런 선택적 지각이나 주의가 나타나는 심리적 현상을 일컫는다. ‘자기 관련 효과(self-referential effect)’, ‘연회장 효과, 잔치집 효과’라고도 한다.

## 배경
콜린 체리(E.C. Cherry)는 오늘날 칵테일 파티 효과라고 알려져 있는 현상에 관해 처음으로 보고하였다.이 효과에 관한 대부분의 초기 연구들은 파티 행동을 이해하기 위해 실시되지 않았다. 이 연구의 목적은 1950년대 초기 항공관제사의 직무를 용이하게 하기 위한 것이었다. 그 당시 항공관제사들은 조종사로부터 오는 메시지를 확성기를 통해 들었는데, 만약 많은 조종사들이 가까이 있을 경우 그들의 목소리를 하나의 중앙 확성기를 통하여 들어야만 하였기 때문에 항공관제사들이 직무를 정확하게 수행하는 것이 어려웠다.
2012년 5월, 미국 연구팀은 칵테일파티 효과가 두뇌 움직임과 관련이 있다는 증거를 과학적으로 입증해 화제가 되기도 하였다. 이 실험에서 실험자가 여러 음성 중에서 단 하나의 음성에 반응하는 것이 두뇌 스펙트럼 사진을 통해 관찰된 것이다.

## 원리
‘칵테일 파티 효과’가 일어나는 이유는 아무리 다양한 목소리가 귀로 들어와도 사람의 뇌는 그중 한 목소리만 골라서 처리하기 때문이라는 것이다.‘샌프란시스코 캘리포니아대(UCSF)’ 연구팀은 두 가지 목소리를 동시에 듣고 있는 사람의 두뇌 움직임을 조사했다. 그 결과 특정 음성 주파수에만 반응하여 활성화되는 것으로 나타나는 '뉴런(neuron)' 그룹을 확인할 수 있었고, 두뇌의 움직임을 ‘스펙트럼 사진(spectrogram)’으로 바꾸는 알고리즘을 개발하기 위해 충분한 정보도 수집했다. 이런 기초 데이터들로부터 연구팀은 사람이 특정 단어를 듣게 되는 과정을 파악할 수 있었다. 연구팀은 이 알고리즘을 이용하여 자원자들에게서 '칵테일 파티 효과'를 조사하였다. 그들에게 자원한 이들은 3명의 간질 환자였는데 환자들에게 남녀 두 사람이 서로 다른 문장을 동시에 말하는 것을 녹음해 들려줬다. 그리고 말 중에 특정 단어가 나오면 그때부터 그 사람 목소리에만 집중하라고 했다. 환자들은 처음에는 남녀 중 어느 한 사람의 목소리만 듣는 것으로 나타났다. 그 대상은 환자마다 달랐다. 그런데 특정 단어가 나온 후부터는 일제히 그 단어를 말한 사람의 목소리만 뇌에서 처리했다. '사람은 듣고 싶은 말만 듣는다'는 말이 사실로 입증된 것이다.

## 관련 사례
사례 1
층간소음을 관련 사례로 설명한 부분은 삭제하였다. 해당 사유는 다음 2가지다.

첫번째, 층간소음은 칵테일 파티효과로 감당할 수 없다는 게 증명되었다.
```
층간 소음으로 인해 발생하는 스트레스를 줄이기 위해 층간소음이 문제화되기 시작한 시기 초반부부터 사람들이 음악을 틀거나 스스로의 행위에 집중하였다. 그러나 그걸로 층간소음이 주는 스트레스가 해소되지 못했고 심한 경우 살인이나 폭력으로 그 결말이 치닫기도 했다.  따라서 층간소음은  해당 이론(칵테일 파티 이론)을 적용할 수 없다는 것이 이미 수없이 많은 실질 사례를 통해 입증되었다.
```

두번째, 층간 소음은 그 소리를 단어나 어떤 뜻으로 알아듣기 힘들다.
```
칵테일 파티 효과가 적용하려면  의미나 낱말에 선택집중이 가능해야 하는데 층간소음은 콘크리트 내를 통과해 울려오기 때문에 의미구별이 실제적으로 힘들다.  또한 층간소음은 상대방에게 의미전달에 목적이 있는게 아니다. 그저 자신의 만족 혹은 생활을 위해 타인의 불편을 감수하게 할 수 밖에 없는 것이다. (제대로 상식이 있는 이라면 아랫집이나 윗집이 층간소음으로 고생한다는 걸 알면 미안해하거나 자제하려고 애쓴다. 따라서 층간소음을 양산하는 이가 전부 악의가 있다고 생각하지 않는게 좋다.)
```

따라서 층간소음에는 악의가 있지 않는 이상 의미전달이 불가능하므로 사례로서는 부적합하다.
사례 2
수업에 집중하는 또 하나의 비결은 예습이다. 예습은 ‘칵테일파티 효과’를 노린 것이다. 북적거리는 칵테일 파티장에서 내 귀에 들리는 소리는 내가 잘 아는 말, 관심 갖는 소리이다. 내가 아는 내용은 수업시간에도 잘 들려 집중할 수 있다. 그렇다고 예습 단계에서 완벽하게 알아야 한다는 것은 아니다. 예습을 지나치게 철저히 하면 지치고 힘들어 중도에 포기하고 만다. 학생들 중에는 이미 알고 있는 것에는 관심을 기울이지 않을 수도 있다. 따라서 예습은 맛보기로 족하다. 미리 배울 단원을 읽어 보면서 아는것과 모르는 것으로 구분만 하는 것이 예습이다. 자기가 모르는 내용을 미리 체크해서 이것만은 수업시간에 이해해야겠다는 자세로 예습을 하면 된다.

사례3
여러 소리가 들리는 거리를 걷고 있어도 동전이 떨어지는 소리가 들리는 이유도 칵테일 파티 효과 때문이다.
.

사례4
열등감이 많은 사람들은 다른사람들의 무심한 행동이 자신을 무시한다고 받아들인다.

사례5
망상증 환자들은 선택적 지각이 100%가 되는 사람들이다. 선택적 지각 결과를 자신의 논리에 맞춰 생각하기 때문에 사실이나 진실을 있는 그대로 보지 못한다.

## 응용 분야
미아 찾기나, 할인행사, 이벤트 등 고객들에게 알려주는 안내 방송을 할 때 ‘칵테일 파티 효과’를 활용할 수 있다. 또한 시끄럽고 여러 가지 대화가 오고가는 장소에서 하나의 대화에 집중하고 이해하는 능력은 중요한 사교 능력의 하나이므로 주의집중장애 (ADD/ADHD)와 자폐증의 치료에 도움이 될 것으로 전망된다.‘샌프란시스코 캘리포니아대(UCSF)’ 연구팀‘의 에드워드 창(Edward Chang)’ 교수는 그동안 한계로 여겨져 왔던 음성인식장치의 문제를 극복하는 데 기여할 것”이며 이 외에도 “이번 연구를 응용한 뇌 언어 처리 분석 프로그램은 노화나 주의력 결핍 장애, 자폐증 등을 겪는 뇌가 어떻게 언어를 처리하는지 알아내는 데 도움을 줄 것”이라고 강조했다.

## 참조
1. ↑   전요섭, 황미선, 《생활속의 심리효과》, 좋은나무,2007
2. ↑   사이언스타임즈(The Science Times)
3. ↑   김현득, 《음향효과를 이용한 방송 멘트 인지도 향상에 관한 연구》, 2010
4. ↑   http://www.hani.co.kr/arti/society/schooling/585017.html
5. 1 2 3   장성화, 윤향숙, 김정은, 김순자 공저, 《생활 속의 심리학》, 동문사
6. ↑   브레인월드 미디어

## 같이 보기
- 심리학

- 실험 심리학 용어사전, http://www.cogpsych.org/dict/